# Eline van Voorden
Eline van Voorden (21 maart 2001) is een Nederlands langebaanschaatsster.
In 2007 begon Van Voorden bij YVZ in Zoetermeer met schaatsen, en stroomde via HVHW door naar het opleidingsteam van RTC-Zuidwest. En traint anno 2021 onder het KNSB Talent team ZuidWest.

## Records

### Persoonlijke records[4]
| Afstand    | Tijd    | Datum           | Baan       |
| ---------- | ------- | --------------- | ---------- |
| 500 meter  | 40,91   | 6 februari 2022 | Heerenveen |
| 1000 meter | 1.19,79 | 6 februari 2022 | Heerenveen |
| 1500 meter | 2.02,92 | 28 oktober 2022 | Heerenveen |
| 3000 meter | 4.14,19 | 4 februari 2023 | Heerenveen |
| 5000 meter | 7.24,91 | 5 februari 2023 | Heerenveen |

## Resultaten
| Jaar | NK Afstanden                 | NK Allround |
| ---- | ---------------------------- | ----------- |
| 2022 |                              | NC13        |
| 2023 | 16e 1500m 14e 3000m 9e 5000m | NC17        |